# Wolfgang Müller (Musiker)
Wolfgang Müller (* 1975 in Limburg an der Lahn) ist ein deutscher Singer-Songwriter und Autor aus Hamburg.

## Leben
Müller wuchs in Bad Camberg auf  und zog nach einem kurzen Aufenthalt in Darmstadt 1996 nach Hamburg. 2005 veröffentlichte er im Eigenvertrieb die EP mü. 2006 absolvierte er den Popkurs an der Hochschule für Musik und Theater Hamburg. In der darauffolgenden Zeit war er mit Gisbert zu Knyphausen auf Tour und veröffentlichte 2007 sein Debütalbum In der Zwischenzeit bei dem Hamburger Musiklabel „Rintintin Musik“ von Michy Reincke. 2009 erschien das zweite Album Gegen den Sinn. 2010 wurde er mit der TV Noir Rakete in Silber ausgezeichnet. Im Folgenden veröffentlichte er am 24. Juni 2011 das Akustikalbum Ahoi, das nur mit Gitarre begleitete Versionen von Liedern der ersten beiden Alben beinhaltete sowie zwei unveröffentlichte Lieder. Durch Auftritte beim Internet-Broadcaster TV Noir und bei Inas Nacht wurde Wolfgang Müller einem etwas breiteren Publikum bekannt. 2012 trennte er sich von dem Label Rintintin Musik und gründete sein eigenes Label „Fressmann“ im Vertrieb von Indigo (Vertrieb). Hier veröffentlichte er 2012 sein viertes Album Über die Unruhe. Dieses wurde zum Teil durch Crowdfunding finanziert. 2013 initiierte er das Märchen-Projekt Es war einmal und wenn sie nicht mit u. a. Gisbert zu Knyphausen, Francesco Wilking und Moritz Krämer und las Der Zaunkönig und der Bär für diese Doppel-CD ein. 2015 erschien das fünfte Album Auf die Welt. Im selben Jahr erschien Lied von den Wölfen als sein Beitrag auf dem von ihm mitinitiierten Kinderlied-Sampler Unter meinem Bett von Oetinger Audio. 2024 veröffentlichte er mit "STRUDIA - Kampfkunst für den Kopf" im hauseigenen Fressmann-Verlag einen autobiografischen Ratgeber gegen Angststörungen.

## Rezeption
In Rezensionen wurden Müllers Texte als lyrisch und poetisch bezeichnet. Außerdem wurde Wolfgang Müllers Gitarrenspiel hervorgehoben, das auf einer klassischen Gitarrenausbildung gründet.

## Diskografie
Alben und EPs
- 2005: mü (EP)
- 2007: In der Zwischenzeit
- 2009: Gegen den Sinn
- 2011: Ahoi
- 2012: Über die Unruhe
- 2015: Auf die Welt
- 2018: Die sicherste Art zu reisen
- 2021: Die Nacht ist vorbei
- 2023: Fast wie neu (12 Akustik-Versionen)
- 2024: Das Ende von allem

Kompilations-Beiträge
- 2008 „Dinosauriertag“ auf „Kunztstücke“ mit Moritz Krämer (Edel)
- 2010 „Ahoi“ auf „TV Noir 15 Knaller“ (Bmg Rights Management)
- 2010 „Unterschiedlich schwer“ auf „Bookends“ (Kook / Mairisch Verlag)
- 2013 „Der Zaunkönig und der Bär“ gelesen auf „Es war einmal und wenn sie nicht“ (Fressmann / Indigo)
- 2016 „Lied von den Wölfen“ auf „Unter meinem Bett“ (Oetinger Audio / Tonpool)

## Buch
- 2024: STRUDIA - Kampfkunst für den Kopf, FRESSMANN Books, ISBN 978-3000783340